# Leptaegeria axiomnemoneuta
Leptaegeria axiomnemoneuta är en fjärilsart som beskrevs av Ludwig Zukowsky 1937. Leptaegeria axiomnemoneuta ingår i släktet Leptaegeria och familjen glasvingar. Inga underarter finns listade i Catalogue of Life.